# Carmen Soler
Carmen Soler (Asunción, 4 d'agost de 1924 - Buenos Aires, 19 de novembre de 1985) fou una professora, poeta i activista política comunista paraguaiana, militant del Partit Comunista Paraguaià. En diverses ocasions fou presa i exiliada per lluitar contra la dictadura d'Alfredo Stroessner Matiauda.

## Joventut
Nasqué el 4 d'agost de 1924 a Asunción, capital del Paraguai, on cursà els seus estudis de primària i secundària. Finalitzats els estudis i ja casada amb Marco Aurelio Aponte, es traslladaren al Chaco, on ella exercí com a mestra rural. Aquí és on conegué per primera vegada els problemes socials que succeïen, com els camperols sense terra o l'extrema pobresa en la qual vivien els indígenes.

## Poesia i militància política
Durant l'any 1947 s'incorpora al Partit Revolucionari Febrerista (PRF), també conegut com a febrerisme, moviment de caràcter socialista, on ja militava el seu germà Miguel Ángel Soler. Participà activament en les lluites contra el dictador Higinio Morínigo, ja que desitjava combatre les desigualtats socials que existien al país. Després de la Guerra Civil de 1947, hagué d'exiliar-se a Buenos Aires, on continuà en contacte amb el Bloc Alliberament del febrerisme, ala política que defensava les postures marxistes dins del moviment. Fou justament a l'exili on començà a compondre poemes, on conta les experiències que visqué.
En els seus poemes estan les definicions estètiques, el compromís i la nostàlgia per la seva pàtria. Els datats de 1955, 1960 i 1968 contenen el seu testimoniatge a la presó.

## Retorn al Paraguai i exili
L'any 1954 tornà al Paraguai, on lluità contra els governs del Partit Colorado, i per la democràcia. Per aquesta raó fou detinguda, per primera vegada, l'any 1955, ja en la dictadura de Stroessner, que duraria fins al 1989. Aquell mateix any, al costat d'altres militants del Bloc Alliberament del PRF, decidiren ingressar a les files del Partit Comunista Paraguaià, partit en el qual militaria fins a la seva mort. A l'Argentina, i ja divorciada d'Aponte, contragué matrimoni amb un camarada de lluites, Carlos Luis Casabianca, també del PCP. Des de llavors se succeïren: el desterrament, el reiterat retorn clandestí, la presó, la tortura i un perllongat exili.
Al 1968 es veié obligada a anar, novament a l'exili. En diferents períodes, visqueren a l'Uruguai, Argentina, Xile i Suècia, sense que ella abandonés l'activitat política i literària. Finalment, tornà a Buenos Aires, Argentina, on morí el 19 de novembre de 1985. No aconseguí veure la fi de la dictadura de Stroessner.

## Arts plàstiques
Més enllà de la poesia, trobà en la plàstica una nova manera d'expressar-se. Així doncs, començà pintant petites figures de fusta, plats i peces de terrissa, representant alguns personatges típics de la mitologia guaraní.
Durant la seva estada a Xile mostrà una desconeguda habilitat per a modelar delicades flors en molla de pa i creà fines miniatures utilitzant cloïsses de mar. A Suècia també pintà alguns quadres. Molts d'aquests reflecteixen el seu dolor davant la desaparició del seu germà a les mans de la policia de Stroessner. Altres pintures poden haver quedat a Estocolm o Moscou. Dos d'aquests quadres s'observen parcialment en una foto presa a la Unió Soviètica durant una reunió de dones.

## Obres
- Poemas como por ejemplo de penas encimadas (1970)[2]
- En la tempestad (1986)[2]
- La alondra herida (1995)[2]
- Poesías reunidas (2011)[2]

## Homenatges
Des de la tornada de la democràcia el 1989, la figura de Carmen Soler, ha estat homenatjada:
- Per Ordenança Municipal JM/ Núm. 23/92, de la ciutat d'Asunción, es va dir Carmen Soler, al tram de la exMcal. Estigarribia, des de la diagonal Juan Carlos Moreno González fins a l'avinguda Choferes del Chaco.
- Les seves obres han estat reeditades, com una edició de Alondra: alma profunda de la vida, per l'editorial Arandurá d'Asunción.[2]
- La Secretaria de la Dona de la Presidència de la República del Paraguai, a càrrec de Gloria Rubín, va publicar Poesies reunides, primer exemplar de la col·lecció "Dones Paraguaianes en el Bicentenario", presentat en el dia de la dona paraguaiana el 24 de febrer de 2011.
- La seva filla, María Eugenia Aponte Soler, que va preparar l'"Antologia poètica" de Carmen Soler publicada a Buenos Aires, va protagonitzar les presentacions en la Fira del Llibre de Buenos Aires i a Asunción en el CCJS, ambdues en 2016.[2]
- La seva neta, l'actriu argentina Paula Rosenfeld, va fer un unipersonal Alondra... alma profunda de la vida, basat en l'obra de Soler, presentada a Asunción (2005, 2016) i representada després a Buenos Aires; Gral. Roca - Ric Negre; Sant Martín dels Andes- Neuquén; Tucumán i en les successives Trobades Nacionals de Dones, que es realitzen anualment en diferents províncies argentines.
- El PCP, ha fet constants homenatges públics a l'artista.